# Classun
Classun is een gemeente in het Franse departement Landes (regio Nouvelle-Aquitaine) en telt 211 inwoners (2005). De plaats maakt deel uit van het arrondissement Mont-de-Marsan en van het gemeentelijk samenwerkingsverband Communauté de Communes d'Aire sur l'Adour (CCAA), dat 22 gemeenten in de departementen Landes en Gers omvat.

## Geografie
De oppervlakte van Classun bedraagt 8,7 km², de bevolkingsdichtheid is 24,3 inwoners per km².
De onderstaande kaart toont de ligging van Classun met de belangrijkste infrastructuur en aangrenzende gemeenten.

## Demografie
Onderstaande figuur toont het verloop van het inwonertal (bron: INSEE-tellingen).